# Anna Mathilde Elisabeth Alexandrine van Mecklenburg-Schwerin
Anna Mathilde Elisabeth Alexandrine van Mecklenburg-Schwerin (Schwerin. 17 april 1865 - aldaar, 8 februari 1882) was een hertogin van Mecklenburg-Schwerin.
Zij was het enig kind uit het tweede huwelijk van Frederik Frans II en Anna van Hessen-Darmstadt. Zij was een jongere halfzuster van de latere hertog van Mecklenburg Frederik Frans III, en van de latere Russische grootvorstin Maria Paulowna en een oudere halfzuster van de Nederlandse prins-gemaal Hendrik, echtgenoot van koningin Wilhelmina.
Haar moeder overleed meteen na haar geboorte aan de gevolgen van kraamvrouwenkoorts. Drie jaar later zou haar vader voor de derde keer trouwen, met Marie van Schwarzburg-Rudolstadt, de moeder van prins Hendrik. Zelf overleed ze op jonge leeftijd. In Schwerin werd een ziekenhuis naar haar genoemd: het Anna-Hospital. Zij werd, volgens haar nichtje, Cecilie van Mecklenburg-Schwerin, de latere kroonprinses van Duitsland, in het Huis Mecklenburg fast wie eine junge Heilige verehrt